# Dave Wehrmeister
Dave Wehrmeister (Berwyn, Illinois; 9 de noviembre de 1952-Walnut Creek, California; 6 de diciembre de 2023) fue un beisbolista estadounidense que jugó diez temporadas en la MLB con cuatro equipos en la posición de pitcher.

## Carrera
Fue seleccionado en el Draft de la MLB de 1973 en la primera ronda en la posición trece global por los San Diego Padres, debutando con el equipo tres años después y permaneciendo en el primer equipo hasta 1978 cuando es degradado a las ligas menores. En junio de 1979 es cambiado a los New York Yankees por el outfielder Jay Johnstone, pero no jugaría con el primer equipo hasta 1981, año en el que lanzó en cuatro partidos como relevista.
En junio de 1983 los Yankees cambian a Wehrmeister a los Philadelphia Phillies por un jugador de ligas menores. En 1984 juega en el primer equipo por primera vez, teniendo participación en siete partidos entre junio y julio. Wehrmeister pasó a ser agente libre al finalizar la temporada, y en enero de 1985 es contratado por los Chicago White Sox, con el que tuvo su mejor temporada en la que incluyó dos victorias, además de sus únicos dos partidos salvados. Al año siguiente estuvo con el equipo de ligas menores Buffalo Bisons en 1986 hasta retirarse al finalizar la temporada.